# Svetojanske mažoretkinje
Svetojanske mažoretkinje su mažoret sastav predstavnici Gorice Svetojanske i grada Jastrebarskog, osnovan 5. travnja 1998. godine.

## Općenito
Svetojanske mažoretkinje osnovane su 1998. godine, među prvima u Hrvatskoj, na inicijativu gospodina Nikole Ivčeca. Osnivačka skupština održana je 5. travnja 1998. godine u Društvenom domu u Gorici Svetojanskoj. Uz Svetu Janu, predstavnice su i grada Jastrebarskog. Kao članice Hrvatskog mažoret saveza imaju prepoznatljivu boju i izgled mažoret odore u kombinaciji bijele boje i boje ciklame. Zastavu krasi svetojanski grb s čokotom vinove loze i grožđem koji simbolizira trsje svetojanskih vinograda.

## Početci
Prvo Državno prvenstvo na kojem su sudjelovale u natjecateljskom djelu bilo je treće Državno prvenstvo u Crikvenici 1999. godine; od tada sudjeluju na svim Državnim i Regionalnim natjecanjima. Registrirani su sastav mažoret plesa za područje grada Jastrebarskog u okviru HMS-a, koji obuhvaća 52 mažoret sastava iz cijele Hrvatske.
Osvojenim 5. mjestom na 8. Državnom prvenstvu u Osijeku ostvarile su pravo sudjelovanja na svom prvom Europskom prvenstvu koje je održano u Jastrebarskom. Sudjelovanje i postignut uspjeh ponos je svih stanovnika jer su tako promovirale jaskanski kraj i ušle u povijest Europskog mažoret saveza.

## Nastupi
Mažoretkinje nastupaju pri svim važnijim nastupima za Grad kao što su dodjele raznih priznanja, medalja, prisustvovanje na skupštinama, sjednicama, sudjelovanje na Jaskasnskim vinskim svečanostima, motocross utrkama u Mladini, razni ceremonijali za jaskanske udruge, božićne i fašničke povorke, otvorenje novih objekata, utakmice NK Vinogradara itd., ali nastupaju i po ostatku Hrvatske te po Europi (Bosna i Hercegovina, Crna Gora, Slovenija, Italija, Francuska...).

### Natjecanja
Na Državnom prvenstvu u Jastrebarskom 2009. prvi je put oformljen kadetski sastav, a juniorska predvodnica Antonija Godrijan osvojila je prvu medalju za Svetojanke. U kategoriji solo juniorke osvojila je srebro i plasirala se na Europsko prvenstvo koje je početkom rujna iste godine održano u Fourasu, u Francuskoj. Seniorski sastav se predstavio na smotri, a Antonija Gordijan je osvojila zlatnu medalju.
2011. godine mažoretkinje osvajaju nove medalje. Antonija Godrijan na Državnom prvenstvu u Oroslavju u kategoriji solo seniori osvaja broncu, a isto odličje uzimaju i u kategoriji duo seniorke, nastupom Ines Dolanjski i Anita Celinšćak. Prvi puta Jaska ima i medalju u formaciji, također broncu.
Početkom rujna 2011. u Zagrebu je održano najveće Europsko prvenstvo mažoretkinja do tada. Uspjeh nije izostao. Antonija Gordijan je bila izvrsna 5. u konkurenciji 17 solo natjecateljica, a duo je nakon Državnog otišao korak dalje i osvojio srebro u konkurenciji 17 timova. Formacija je ponovila uspjeh s Državnog i okitila se novom broncom.
2012. godine kadetski sastav ostvaruje najveći uspjeh od 2009. kada je oformljen: djevojčice su u konkurenciji 14 timova zauzele 4. mjesto u državi.

## Svetojanske mažoretkinje organizacija
Svetojanske mažoretkinje broje oko 130 članica koje su raspoređene u 8 skupina:
- početnice (4 - 8 godina),
- kadetkinje (8 - 11 godina) - tri sastava,
- juniorke (12 - 15 godina) - tri sastava,
- seniorke (15 - 25 godina).

## Vanjske poveznice
- Grad Jastrebarsko
- Svetojanske mažoretkinje na Facebook-u
- Blog Svetojanskih mažoretkinja